# Julián Apraiz Arias

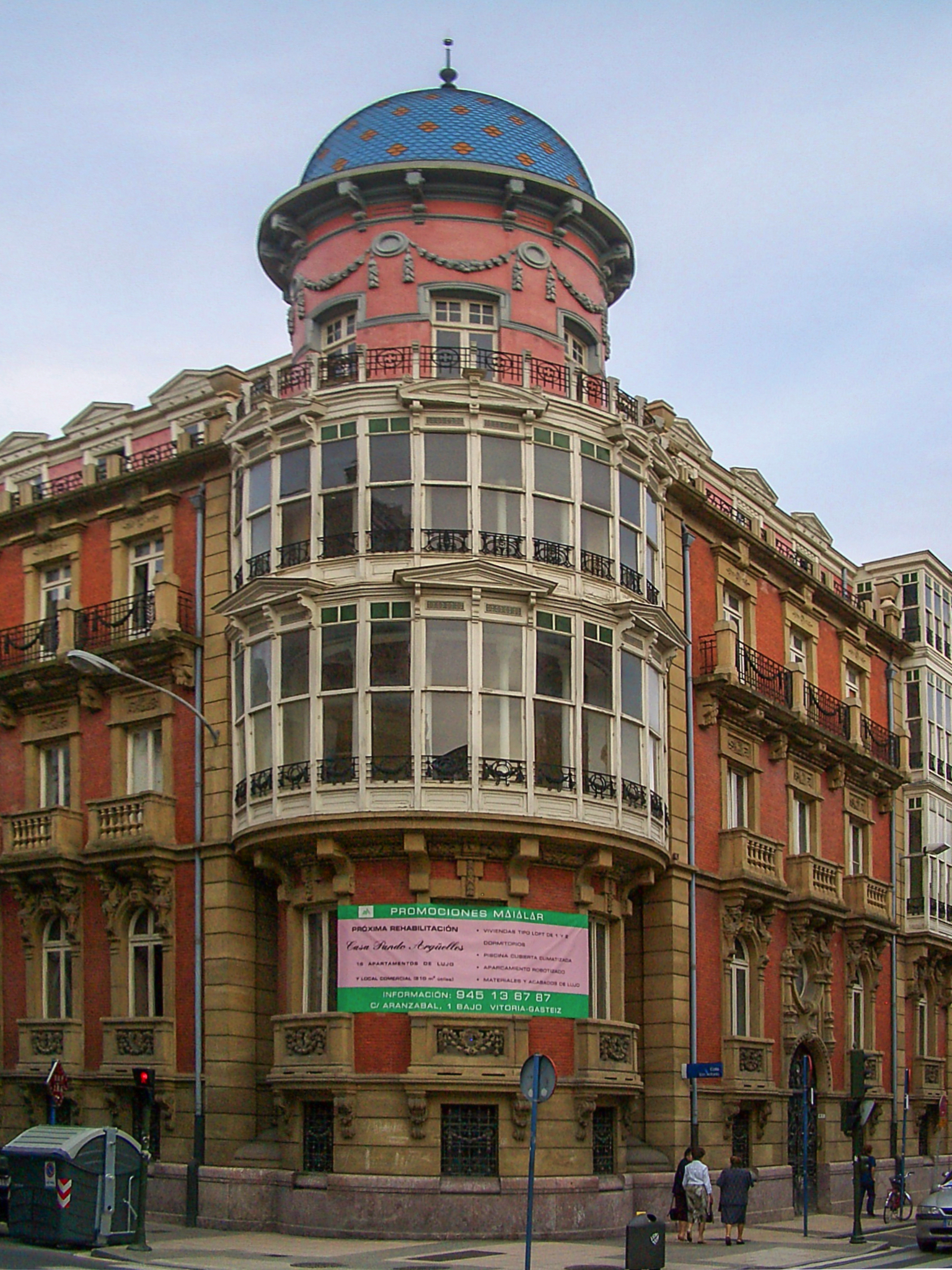
Edificio Pando-Argüelles, Vitoria, realizado por Julián Apráiz.

Julián Apraiz Arias (Vitoria, 1876-Vitoria, 9 de mayo de 1962) fue un arquitecto español. Fue hijo del profesor y escritor Julián Apraiz Sáenz del Burgo y de la poeta Elvira Arias de Apraiz.
Entre sus obras más importantes se encuentran la sucursal del Banco de España en Bilbao, dirección de obra, rehabilitación y reforma del Hospital de Santiago en Vitoria, la restauración de la Catedral de Burgos, de las iglesias de San Vicente y San Miguel en Vitoria, entre otras. Inició las obras de la Catedral de María Inmaculada de Vitoria junto con Francisco Javier de Luque, cuando el arquitecto tenía 30 años de edad.